# Monoxia
Monoxia es un género de escarabajos de la familia Chrysomelidae. En 1865 LeConte describió el género. Se encuentra en el oeste de Estados Unidos.
Esta es la lista de especies que lo componen:
- Monoxia angularis (LeConte, 1859)
- Monoxia apicalis (Blake, 1939)
- Monoxia batisia (Blatchley, 1917)
- Monoxia beebei (Blake, 1937)
- Monoxia brisleyi (Blake, 1939)
- Monoxia consputa (LeConte, 1857)
- Monoxia debilis (LeConte, 1865)
- Monoxia elegans (Blake, 1939)
- Monoxia grisea (Blake, 1939)
- Monoxia guttulata (LeConte, 1857)
- Monoxia inornata (Blake, 1939)
- Monoxia obesula (Blake, 1939)
- Monoxia pallida (Blake, 1939)
- Monoxia puberula (Blake, 1939)
- Monoxia schizonycha (Blake, 1939)
- Monoxia semifasciata Jacoby, 1887
- Monoxia sordida (LeConte, 1858)